# Le Christ mort soutenu par deux anges (Mantegna)
Pour les articles homonymes, voir Le Christ mort soutenu par deux anges.
Le Christ mort soutenu par deux anges  est une peinture religieuse en tempera sur bois 83 × 51 cm datant de 1489, du peintre  de la Renaissance Andrea Mantegna, conservée aujourd'hui au Statens Museum for Kunst de Copenhague.

## Thème
Il s'agit d'un Christ aux plaies, thème de l'iconographie de la peinture chrétienne : Jésus est assis sur le bord de son tombeau ouvert, il montre ses plaies en Homme de douleurs et il est soutenu par au moins deux anges. Aucun personnage réel n’est proche, ni Marie, ni Marie-Madeleine.
Ce thème (Christ mort soutenu par des anges), qui ne figure pas dans les Évangiles, est apparu pour la première fois chez le peintre et sculpteur Donatello ; il a été ensuite repris par de nombreux autres artistes, notamment les peintres Andrea Mantegna, Antonello de Messine et Giovanni Bellini.

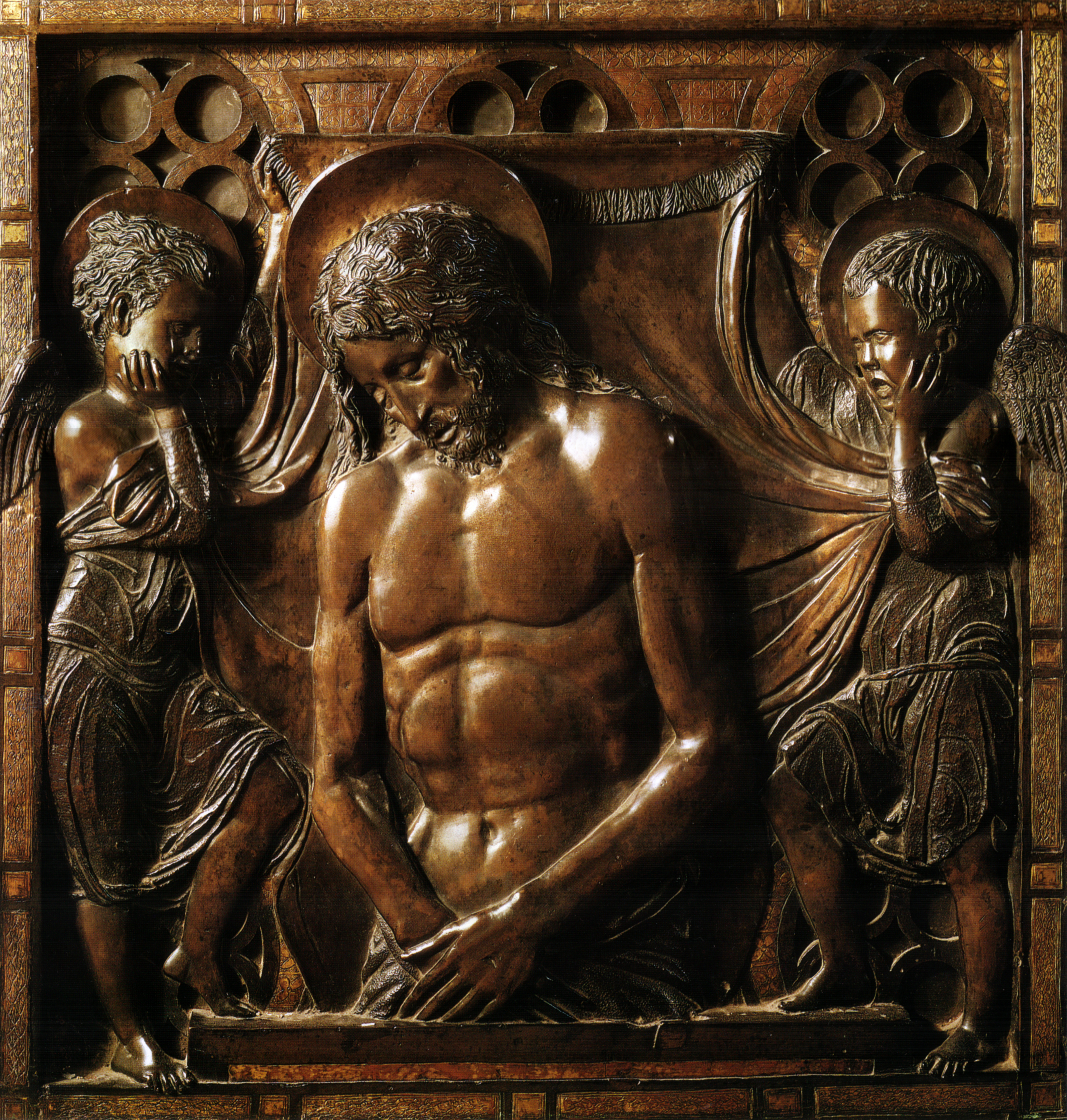
Donatello - Christ mort, c. 1446-1453 bronze, 58 × 56 cm Basilique Saint-Antoine, Padoue
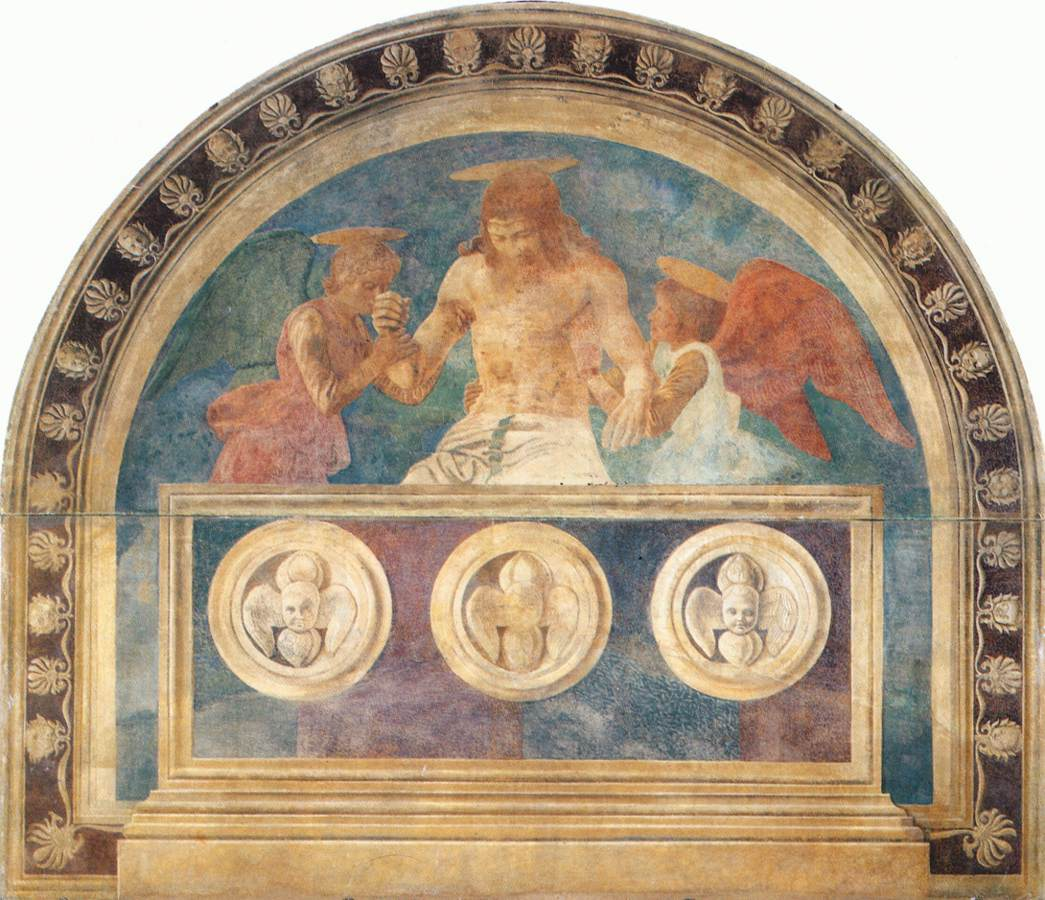
Andrea del Castagno - Christ au sépulcre avec deux anges, 1447 Fresque Florence
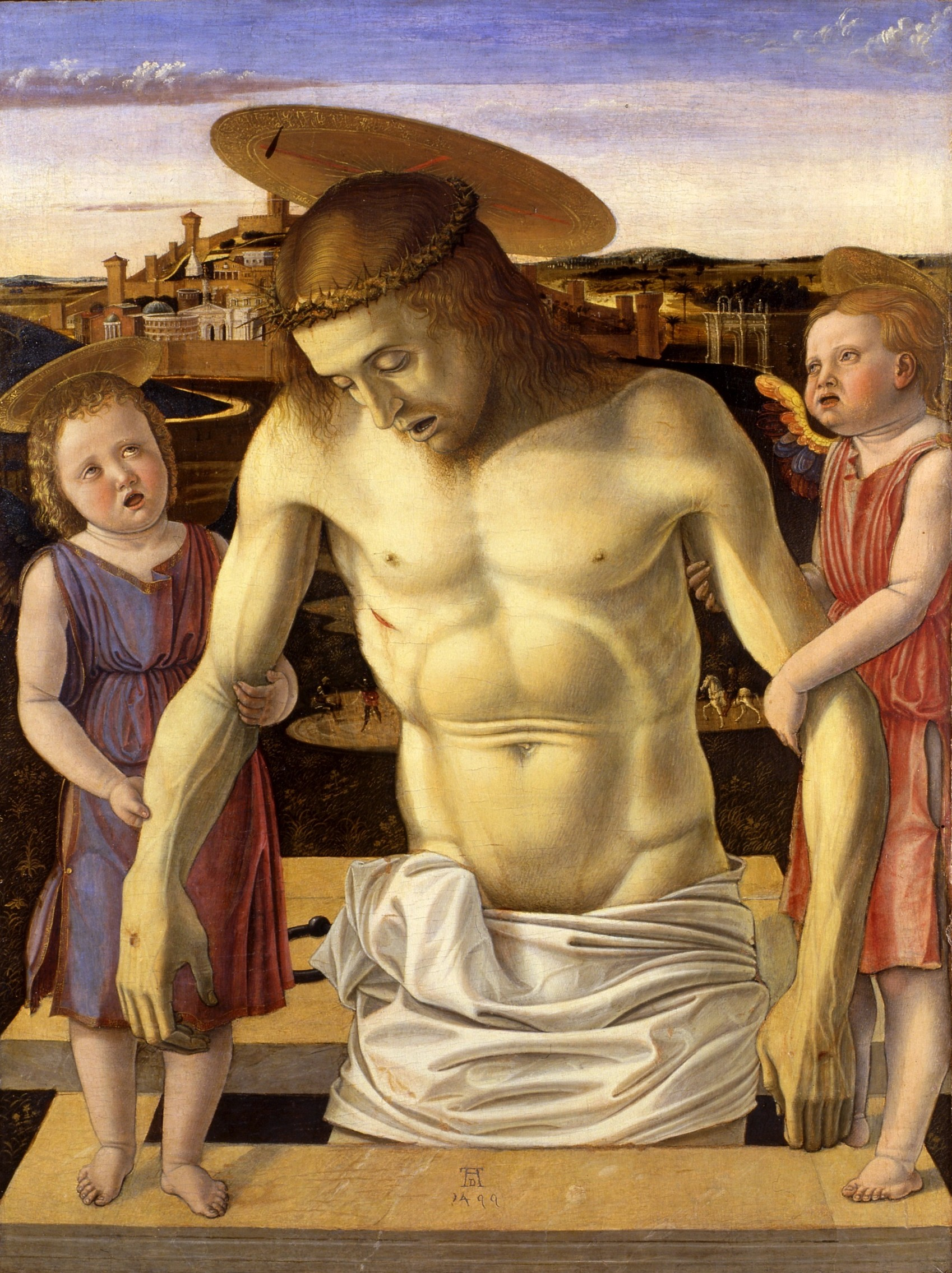
Giovanni Bellini - Christ mort soutenu par deux anges, c.1460 Peinture sur bois, 74 × 50 cm Venise, Museo Correr
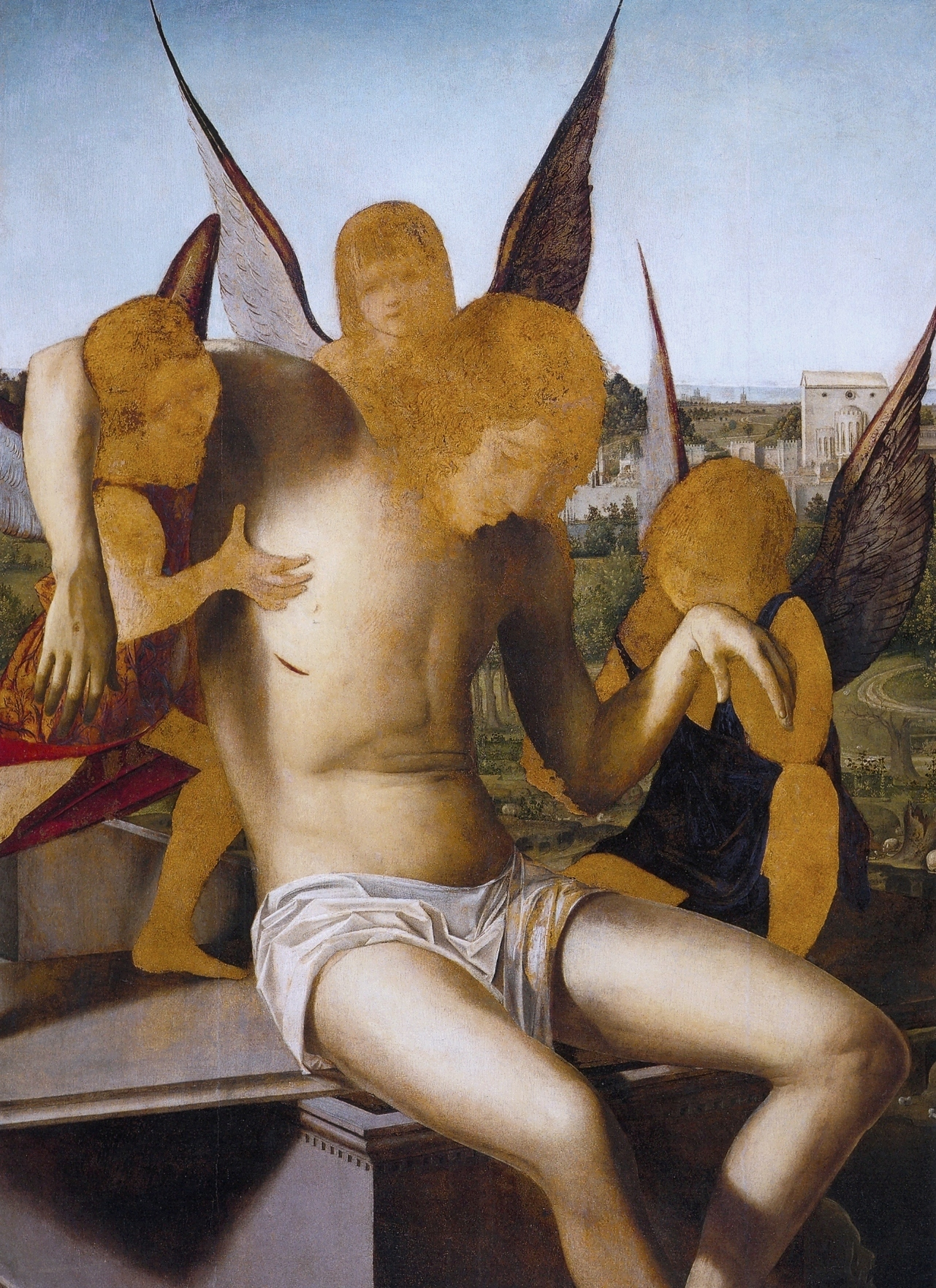
Antonello de Messine - Pieta aux trois anges, 1475 Huile sur bois, 117 × 85 cm Venise, Museo Correr
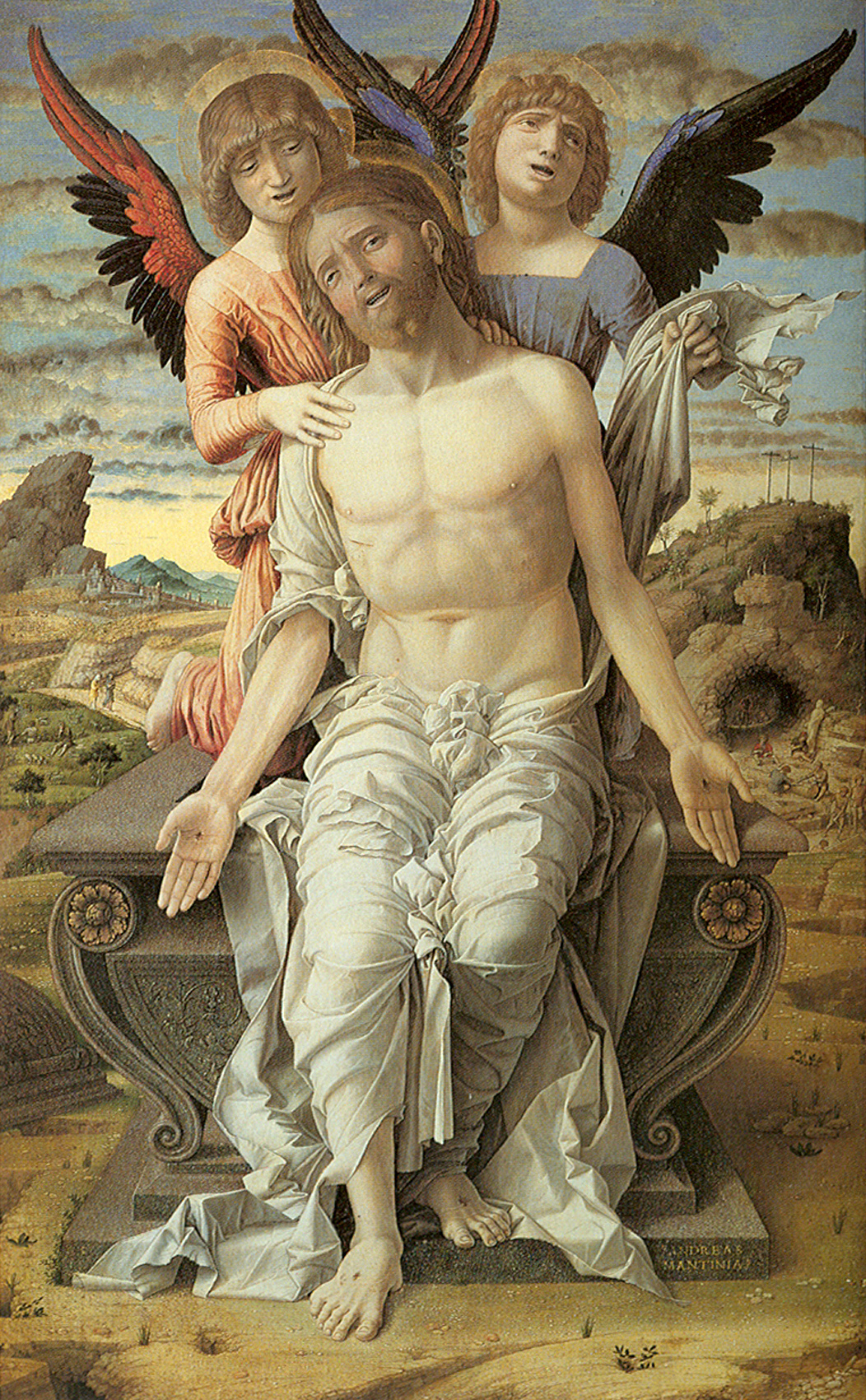
Andrea Mantegna - Christ mort soutenu par deux anges, 1489 Peinture sur bois, 83 × 51 cm Copenhague, Statens Museum for Kunst

## Composition
Le Christ de douleur est assis sur son cercueil ouvert, il s'agit d'un sarcophage antique, sur lequel est inscrit la signature de Mantegna ANDREAS MANTINIA (en bas à droite). Le couvercle est visible à gauche, posé sur le sol.
Deux anges le soutiennent, agenouillés sur le bord  du sarcophage, un habillé de bleu à droite et un habillé de rouge à gauche.
Le Christ torse nu  montre ses plaies, au côté, aux paumes des mains ouvertes, aux pieds, dont un est devant le sarcophage, l'autre sur le rebord du socle. Un savant linceul lui couvre la taille jusqu'au pieds. Une extrémité du tissu est tenue par l'ange de droite.  
Un paysage lointain est visible de chaque côté de la scène du premier plan, avec, à gauche des bergers et leurs troupeaux, deux femmes marchant sur un chemin venant d'une ville proche visible dans le lointain (Jérusalem) ; à droite le Golgotha et ses trois croix, et une carrière devant une arche de pierre où travaillent des carriers taillant, mesurant, des colonnes, une statue, des blocs de marbre.
Le soleil levant éclaire le paysage comme en témoignent les ombres et l'éclairage des nuages.

## Analyse
Comme dans La Madone de la carrière du même Mantegna, un paysage occupe l'arrière plan, avec ses scènes de la vie quotidienne (bergers ou paysans au travail à gauche ; carriers et blocs de marbre en cours de taillage à gauche). 
Cette scène de la fin de la Passion du Christ entre mort et Résurrection, fait apparaître le lieu de la mort du Christ : le Golgotha et les trois croix du supplice du crucifiement des larrons aux côtés du Christ. Le soleil levant exprime à l'évidence l'aube d'une période nouvelle, le péché originel ayant été racheté.
Outre la carrière et les tailleurs de pierre, l'engouement de Mantegna pour l'architecture antique s'exprime ici dans les volutes et les rosaces du sarcophage très ouvragé.

## Œuvres similaires
- Christ mort soutenu par deux anges, Andrea del Castagno
- Christ mort soutenu par un ange (1475-1476),  Antonello de Messine
- Christ mort soutenu par deux anges (1475), Cosmè Tura
- Christ mort soutenu par deux anges (fin XVe siècle), Carlo Crivelli, musée du Louvre
- Christ mort soutenu par deux anges, Giovanni Bellini
- Christ mort soutenu par deux anges, Bartolomé Bermejo, peintre espagnol (documenté de 1468 à 1495).  Collection Mateu de Barcelone.
- Christ mort soutenu par deux anges (1510), Marco Palmezzano
- Christ mort soutenu par deux anges (vers 1540), Giorgio Vasari, plume, encre brune et lavis brun.
- Christ mort soutenu par deux anges (XVIIe siècle), auteur anonyme, Neuvy (Loir-et-Cher), France
- Christ mort soutenu par deux anges (XVIIe siècle), auteur anonyme,Talmas, Somme, France
- Christ mort et les anges (1565), Véronèse
- Christ mort soutenu par les anges, Jacopo Negretti, dit Palma le Jeune
- Les Anges au tombeau du Christ (le Christ mort et les anges) (1864),  Édouard Manet

## Sources
- Salmazo